# 2159 Kukkamaki
2159 Kukkamaki је астероид главног астероидног појаса чија средња удаљеност од Сунца износи 2,481 астрономских јединица (АЈ).
Апсолутна магнитуда астероида је 12,07.